# Rabdophaga rigidae
Rabdophaga rigidae är en tvåvingeart som först beskrevs av Osten Sacken 1862.  Rabdophaga rigidae ingår i släktet Rabdophaga och familjen gallmyggor. Inga underarter finns listade i Catalogue of Life.